# Jasionno (przystanek kolejowy)
Jasionno – zlikwidowany w 1945 roku przystanek osobowy w Jasionnie na linii kolejowej Elbląg – Myślice, w województwie warmińsko-mazurskim.